# Microctenopoma fasciolatum
Microctenopoma fasciolatum är en fiskart som först beskrevs av Boulenger, 1899.  Microctenopoma fasciolatum ingår i släktet Microctenopoma och familjen Anabantidae. IUCN kategoriserar arten globalt som livskraftig. Inga underarter finns listade i Catalogue of Life.